# Свещен фикус
Свещените фикуси (Ficus religiosa) са вид растения от семейство Черничеви (Moraceae).
Таксонът е описан за пръв път от шведския ботаник и зоолог Карл Линей през 1753 година.